# Phyllecthris
Phyllecthris är ett släkte av skalbaggar. Phyllecthris ingår i familjen bladbaggar.
Kladogram enligt Catalogue of Life:
| Phyllecthris | \| \| Phyllecthris dorsalis \| \| \| \| \| \| Phyllecthris gentilis \| \| \| \| \| \| Phyllecthris texanus \| \| \| \| |
|              | \| \| Phyllecthris dorsalis \| \| \| \| \| \| Phyllecthris gentilis \| \| \| \| \| \| Phyllecthris texanus \| \| \| \| |
|              | Phyllecthris dorsalis                                                                                                  |
|              | |
|              | Phyllecthris gentilis                                                                                                  |
|              | |
|              | Phyllecthris texanus                                                                                                   |
|              | |